# (38752) 2000 QY207
2000 QY207 (asteroide 38752) é um asteroide da cintura principal. Possui uma excentricidade de 0.16604160 e uma inclinação de 1.56072º.
Este asteroide foi descoberto no dia 31 de agosto de 2000 por LINEAR em Socorro.